# Дорогичин (гміна)
Гміна Дорогичин (пол. Gmina Drohiczyn) — місько-сільська гміна у східній Польщі. Належить до Сім'ятицького повіту Підляського воєводства.
Станом на 31 грудня 2011 у гміні проживало 6782 особи.

## Територія
Згідно з даними за 2007 рік площа гміни становила 207.96 км², у тому числі:
- орні землі: 81,00 %
- ліси: 10,00 %

Таким чином, площа гміни становить 14,25 % площі повіту.

## Населення
Станом на 31 грудня 2011:
| Опис     | Загалом | Загалом | Чоловіки | Чоловіки | Жінки | Жінки |
| -------- | ------- | ------- | -------- | -------- | ----- | ----- |
| одиниця  | осіб    | %       | осіб     | %        | осіб  | %     |
| все      | 6782    | 100     | 3407     | 50.24    | 3375  | 49.76 |
| міське   | 2134    | 100     | 1034     | 48.45    | 1100  | 51.55 |
| сільське | 4648    | 100     | 2373     | 51.05    | 2275  | 48.95 |

## Сусідні гміни
Гміна Дорогичин межує з такими гмінами: Городиськ, Корчев, Перлеєво, Плятерув, Репкі, Сім'ятичі, Яблонна-Ляцька.